# Statutarno mesto (Avstrija)
V avstrijski politiki je statutarno mesto (nemško: Stadt mit eigenem Statut ali Statutarstadt), na Gradiščanskem znano tudi kot svobodno mesto (nemško: Freistadt), mesto, ki ima poleg pristojnosti občine tudi pooblastila in pristojnosti okrajne upravne oblasti.To pomeni, da mestna uprava deluje kot občinska oblast in hkrati kot veja izvršilne oblasti državne vlade. Prebivalec statutarnega mesta se, na primer, lahko obrne na mestni urad in tam uredi vozniško dovoljenje ali potni list.
Od leta 2022 je bilo v Avstriji 15 statutarnih mest. Ta mesta so večinoma večja regionalna središča prebivalstva, kjer živi desettisoče prebivalcev. Povprečno statutarno mesto ima okoli šestdeset tisoč prebivalcev.

## Pravni okvir
Statutarno mesto ima tako občinsko kot okrajno upravno odgovornost. Okraj, ki je statutarno mesto, nima posebnega okrajnega upravnega organa, saj osebje mestne hiše opravlja tudi naloge okrajne uprave; župan pa opravlja tudi pristojnosti in naloge vodje okrajne komisije. Mestna uprava tako deluje kot regionalna vlada in kot del državne vlade.
Ustava določa, da lahko skupnost z najmanj 20.000 prebivalci zahteva, zahteva status statutarnega mesta od svoje pokrajine, razen če pokrajina dokaže, da bi to ogrozilo regionalne interese, ali če nacionalna vlada temu ugovarja. Zadnja skupnost,ki je uveljavila to pravico, je Wels, ki je statutarno mesto od leta 1964. Od leta 2014 je deset drugih skupnosti, ki bi lahko pridobile status statutarnega mesta, vendar niso izrazile interesa za to spremembo.

## Dunaj
Statutarno mesto Dunaj, skupnost z več kot 1,9 milijonov prebivalcev, je razdeljeno na 23 občinskih okrajev (Gemeindebezirke). Kljub podobnemu imenu in primerljivi vlogi imajo občinski okraji drugačno pravno podlago kot okraj, kakršen je Dunaj kot celota. Tudi statutarni mesti Gradec in Celovec imata pododdelke, imenovane »občinski okraji«, vendar so ti zgolj administrativne enote, ki služijo lažji organizaciji mestne uprave in predstavljajo manjše enote na ravni sosesk.

## Seznam sedanjih statutarnih mest
Tabela vključuje stolpce, ki vsebujejo naslednje informacije: 'Koda' identificira okrajno kodo (Bezirkskennzahl) vsakega mesta, 'Datum' pomeni leto, ko je mesto pridobilo status statutarnega mesta.
| Koda | Ime                      | Datum | Registrska oznaka | Prebivalstvo 2022 |
| ---- | ------------------------ | ----- | ----------------- | ----------------- |
| 101  | Eisenstadt               | 1921  | E                 | 15.240            |
| 102  | Rust                     | 1921  | E                 | 1.984             |
| 201  | Klagenfurt am Wörthersee | 1850  | K                 | 102.618           |
| 202  | Villach                  | 1932  | VI                | 64.071            |
| 301  | Krems an der Donau       | 1938  | KS                | 24.921            |
| 302  | Sankt Pölten             | 1922  | P                 | 56.360            |
| 303  | Waidhofen an der Ybbs    | 1868  | WY                | 11.092            |
| 304  | Wiener Neustadt          | 1866  | WN                | 47.106            |
| 401  | Linz                     | 1866  | L                 | 207.247           |
| 402  | Steyr                    | 1867  | SR                | 37.879            |
| 403  | Wels                     | 1964  | WE                | 63.181            |
| 501  | Salzburg                 | 1869  | S                 | 155.416           |
| 601  | Graz                     | 1850  | G                 | 292.630           |
| 701  | Innsbruck                | 1850  | I                 | 130.585           |
| 901  | Wien                     | 1850  | W                 | 1.931.593         |